# Resolución 1613 del Consejo de Seguridad de las Naciones Unidas
La resolución 1613 del Consejo de Seguridad de las Naciones Unidas, aprobada por unanimidad el 26 de julio de 2005, después de reafirmar las resoluciones 808 (1993), 827 (1993), 1166 (1998), 1329 (2000), 1411 (2002), 1481 (2003), 1503 (2003),  1534 (2004) y 1597 (2005), y examinar las candidaturas para los cargos de magistrados del Tribunal Penal Internacional para la ex Yugoslavia recibidas por el Secretario General Kofi Annan, el Consejo estableció una lista de candidatos en concordancia al artículo 13 del Estatuto del Tribunal Internacional para consideración de la Asamblea General.
La lista de los 34 candidatos propuesta por Kofi Annan fue la siguiente:
- Tanvir Bashir Ansari (Pakistán)
- Melville Baird (Trinidad y Tabago)
- Frans Bauduin (Países Bajos)
- Giancarlo Roberto Belleli (Italia)
- Ishaq Usman Bello (Nigeria)
- Ali Nawaz Chowhan (Pakistán)
- Pedro David (Argentina)
- Ahmad Farawati (República Árabe Siria)
- Elizabeth Gwaunza (Zimbabue)
- Burton Hall (Bahamas)
- Frederik Harhoff (Dinamarca)
- Frank Höpfel (Austria)
- Tsvetana Kamenova (Bulgaria)
- Muhammad Muzammal Khan (Pakistán)
- Uldis Kinis (Letonia)
- Raimo Lahti (Finlandia)
- Flavia Lattanzi (Italia)
- Antoine Mindua (República Democrática del Congo)
- Jawdat Naboty (República Árabe Siria)
- Janet Nosworthy (Jamaica)
- Chioma Egondu Nwosu-Iheme (Nigeria)
- Prisca Matimba Nyambe (Zambia)
- Michèle Picard (Francia)
- Brynmor Pollard (Guyana)
- Árpád Prandler (Hungría)
- Kimberly Prost (Canadá)
- Sheikh Abdul Rashid (Pakistán)
- Vonimbolana Rasoazanany (Madagascar)
- Ole Bjørn Støle (Noruega)
- Krister Thelin (Suecia)
- Klaus Tolksdorf (Alemania)
- Stefan Trechsel (Suiza)
- Abubakar Bashir Wali (Nigeria)
- Tan Sri Dato Lamin Haji Mohd Yunus (Malasia)